# Wurzelnder Kettenfarn
Der Wurzelnde Kettenfarn (Woodwardia radicans) ist eine Pflanzenart der Gattung Woodwardia innerhalb der Familie der Rippenfarngewächse (Blechnaceae).

## Beschreibung

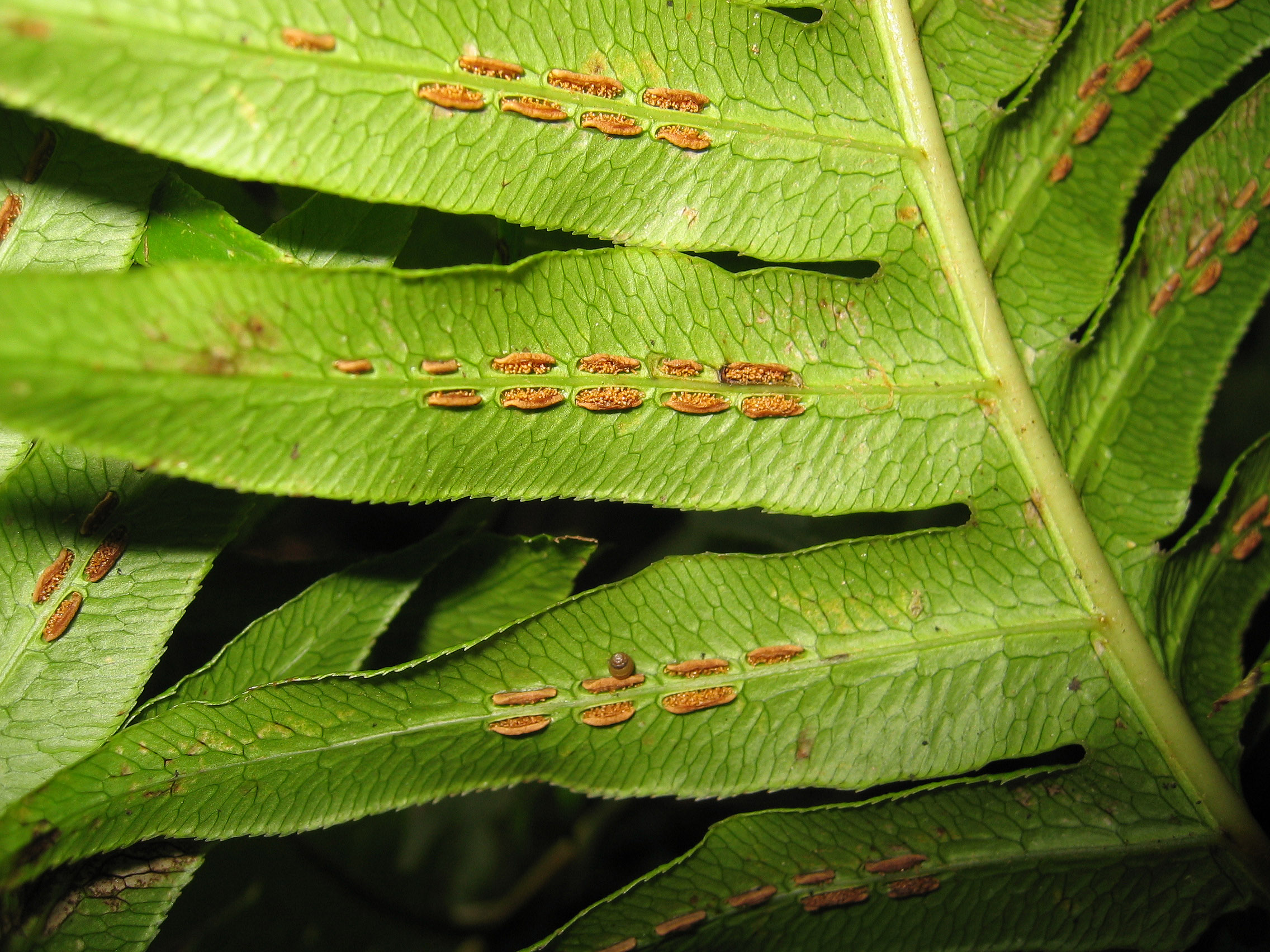
Wedelunterseite mit Sori

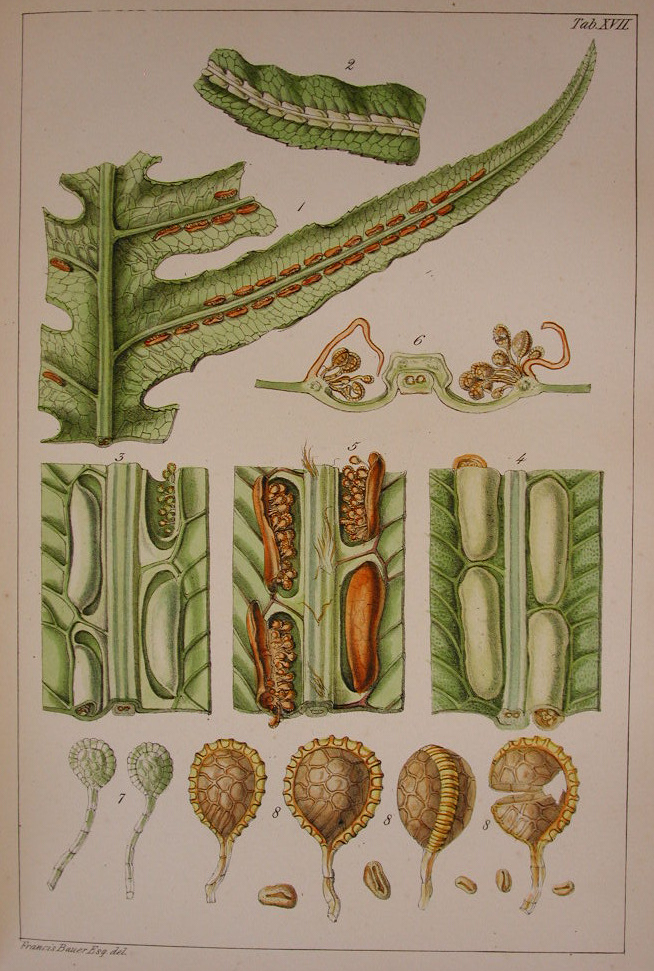
Illustration

Der Wurzelnde Kettenfarn wächst als ausdauernde krautige Pflanze. Die sehr großen, bis zu 250 Zentimeter langen dunkelgrünen Wedel sind meist stark überhängend. Ältere Wedel haben oft Brutknospen in der Nähe der Spitze. Die Spreite sind im Umriss dreieckig oder eiförmig-lanzettlich. Die einzelnen Fiedern sind bis zu 30 Zentimeter lang und haben sichelförmige, gekerbt-gezähnte Abschnitte.
Die länglichen Sori sind in zwei Reihen längs der Mittelrippe angeordnet. Die Sporen reifen von April bis August.

## Vorkommen
Es gibt Fundortangaben für die Kanarischen Inseln, Madeira sowie die Azoren und Portugal, Spanien, Algerien, Italien, Korsika, Sizilien sowie das westliche Kreta. In Irland ist er ein Neophyt.
Er kommt meist in schattigen, feuchten Wäldern der Lorbeerwaldregion vor.

## Taxonomie
Die Erstveröffentlichung erfolgte 1771 unter dem Namen (Basionym) Blechnum radicans durch Carl von Linné in Mantissa Seite  307. Die Neukombination zu Woodwardia radicans (L.) Sm. wurde 1793 durch James Edward Smith in Mémoires de l'Académie Royale des Sciences (Turin), Band 5, Seite 412 veröffentlicht. Weitere Synonyme für Woodwardia radicans (L.) Sm. sind: Blechnum houttuynii Poir., Blechnum stans (Cav. ex Sm.) Poir., Woodwardia stans Cav. ex Sm.